# السفارة اليابانية الثانية إلى أوروبا

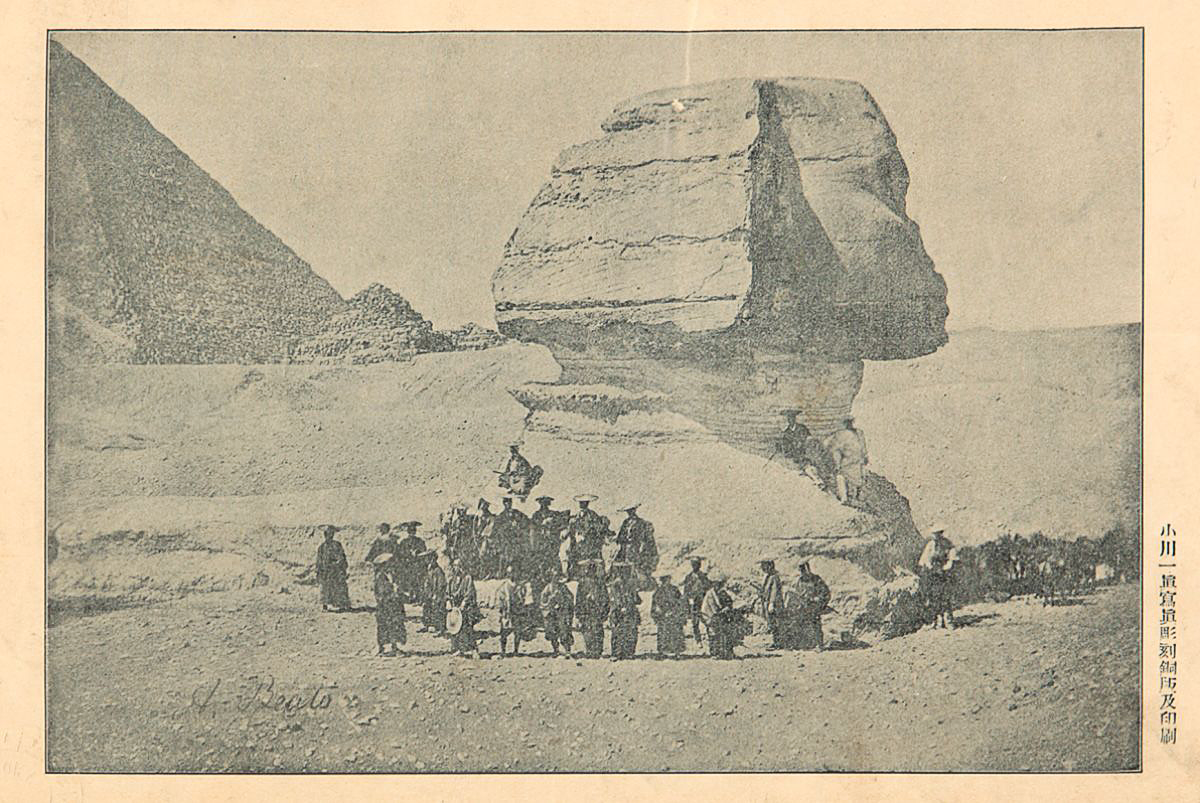
أعضاء بعثة إيكيدا أمام أبي الهول

السفارة اليابانية الثانية إلى أوروبا أو بعثة إيكيدا هي سفارة أرسلتها شوغونية توكوغاوا إلى أوروبا في 29 ديسمبر 1863، ورأسها إيكيدا ناغاؤوكي، حاكم بلدة إبارا بمقاطعة بيتشو (محافظة أوكاياما).
كان هدف هذه السفارة الحصول على موافقة فرنسا على إغلاق ميناء يوكوهاما في وجه التجارة الأجنبية، وذلك في أعقاب الأمر الذي أصدره الإمبراطور كوميه "بطرد البرابرة"، في محاولة لإعادة إغلاق البلاد في وجه التأثيرات الغربية والعودة إلى حالة الساكوكو.
زارت السفارة مصر في طريقها إلى فرنسا، حيث التقط المصور أنطونيو بياتو صورة لأعضائها أمام أبي الهول، كما التقط نادار صورًا عديدة لأعضاء السفارة في باريس.
كانت المهمة مستحيلة، وخاصة بعد أن صارت يوكوهاما بالفعل مركزًا للوجود الأجنبي في اليابان منذ أن فُتحت البلاد على يد الكومودور بيري سنة 1854، وعادت السفارة إلى اليابان خائبة في 22 يوليو 1864.